# U.S. Route 85
La U.S. Route 85 è una strada statunitense a carattere nazionale che corre da nord a sud per 2.380 km (1.479 mi) nel Medio Ovest degli Stati Uniti.
Il termine settentrionale della strada è al confine Canada-Stati Uniti a Fortuna (ND), dove continua come Saskatchewan Highway 35; il suo termine meridionale è al confine Stati Uniti-Messico ad El Paso (TX), dove continua come Autostrada Federale Messicana 45.